# فيكتور سافينيخ
فيكتور سافينيخ (بالإنجليزية: Viktor Savinykh)‏ (و. 1940 – م) هو رائد فضاء، ومهندس من الاتحاد السوفيتي، وروسيا .

## ريادة الفضاء
شارك في المهمات الفضائية:
- Soyuz T-4
- Soyuz T-14
- Soyuz TM-5
- Soyuz T-13
- Soyuz TM-4.

## التعليم
تعلم في Moscow State University of Geodesy and Cartography (منذ 1963)

## جوائز
حصل على جوائز منها:
- جائزة الدولة السوفيتية
- Order For Services to the Fatherland 3rd degree
- Order For Services to the Fatherland 4th degree
- Pilot-Cosmonaut of the USSR
- Medal "In Commemoration of the 850th Anniversary of Moscow"
- Order For Services to the Fatherland 2nd degree
- ميدالية النجمة البرونزية
- بطل الاتحاد السوفيتي
- وسام لينين
- Medal "For Merit in Space Exploration".

## الروابط الخارجية
- نبذة عن فيكتور بتروفيتش سافينيخ على الموقع الرسمي الأكاديمية الروسية للعلوم